# Zonophora surinamensis
Zonophora surinamensis är en trollsländeart som beskrevs av James George Needham 1944. Zonophora surinamensis ingår i släktet Zonophora och familjen flodtrollsländor. Inga underarter finns listade i Catalogue of Life.